# قره‌گوز (سیاه‌زن)
قره‌گوز (به لاتین: Qaragöz) یک منطقه مسکونی در جمهوری آذربایجان است که در شهرستان سیاه‌زن واقع شده است. قره‌گوز ۱۸ نفر جمعیت دارد.